# Filiazione divina
Secondo la Chiesa cattolica, la filiazione divina o adozione filiale divina consiste nella relazione dell'uomo con Dio, che è creato a Sua immagine e somiglianza e che da Lui procede come dal suo principio primo. Si tratta di una caratteristica frequente in diverse religioni, che consente di invocare Dio come Padre. Per il Magistero cattolico, questo legame si acquisisce ricevendo la grazia santificante.
Nel caso del Messia, è collegato al fatto che, secondo il Credo niceno, Egli fu generato dal Padre prima di tutti i secoli, ebbe una perfezione morale e si rivolse a Dio come proprio Padre.

## Fonti bibliche e patristiche
Secondo la dottrina della Chiesa cattolica, la concezione di Dio come Padre presenta sfumature diverse nell'Antico e nel Nuovo Testamento. 
In diversi testi dell'Antico Testamento Dio è descritto come il Creatore e si fa riferimento all'adozione filiale divina del popolo o del re: (Deuteronomio 32,6; Salmi 2, 7; 1 Cronache 17,13). In molti casi, questi riferimenti hanno un significato escatologico.
Nel Nuovo Testamento, Gesù Cristo si riferisce a Dio come suo Padre ed esorta i suoi discepoli a invocarlo anche con questo nome (Matteo 6,9. 14-15, Matteo 7,7-11; Matteo 18,19-20). Il Vangelo esplicita anche la differenza tra la relazione filiale dei discepoli con Dio (Matteo 5,16; 6, 1.4.6.18; 18, 14; 23,9) e quella di Gesù con il Padre (Matteo 15,13; Matteo 16, 17; Matteo 18,10.19.35; Matteo 34; Matteo 26,53): se l'Unigenito è figlio di Dio per natura o essenza, le creature umane sono elevate al rango di figlio di Dio per adozione mediante la grazia divina. San Giovanni sottolinea che la relazione paterna-filiale di Dio con gli uomini ha luogo grazie alla partecipazione alla vita divina di Gesù Cristo (1 Giovanni 2, 29; 1 Gv 4,7; 1 Gv 5,1).
Il tema della filiazione adottiva, che esprime la dignità del cristiano, è sviluppato in diverse lettere di san Paolo (Romani 8,1; Galati 3, 26-27; Galati 4, 4-7; Efesini 1, 4-5). In esse emerge l'idea che l'umo riceve da Dio la filiazione adottiva, che è simile alla filiazione naturale di Gesù Cristo, anche se non diviene definitiva finché non si raggiunge la gloria del Paradiso.
Alcuni Padri della Chiesa ritengono che l'adozione filiale del fedele sia realizzata dall'unione con il Verbo o seconda persona della Santissima Trinità. Tale idea è sottolineata da diversi autori di origine greca, come Ignazio di Antiochia, nel quale compare già implicitamente. In forma esplicita appare in Ireneo di Lione, così come in Atanasio di Alessandria e Cirillo di Alessandria.
Da parte sua, diverse opere di Agostino di Ippona insegnano che Dio ha giustificato gli uomini divinizzandoli e rendendoli suoi figli.

## Contesto teologico
Secondo la dottrina cattolica, ricevendo il sacramento del Battesimo, il battezzando riceve il perdono del peccato originale e dei peccati propri, lo Spirito Santo e viene trasformato in figlio adottivo di Dio. Questa realtà deve crescere nel corso della vita con le buone opere. La filiazione divina è alla base della crescita di tutte le virtù nell'essere umano. Si tratta di qualcosa di personale, acquisito dalla persona nella relazione con Cristo, che caratterizza la natura dell'uomo elevato dalla grazia.
A san Tommaso d'Aquino si deve la spiegazione della filiazione adottiva come partecipazione della Filiazione sussistente nella Trinità. Egli sintetizzò gli aspetti filosofici e teologici della questione nella frase: «la filiazione adottiva è una somiglianza partecipata della filiazione naturale del Verbo». Le nozioni di partecipazione e somiglianza sono il fondamento su cui questo autore costruisce l'espressione teologica della filiazione degli uomini in Dio.
Alcuni specialisti come S. Lyonnet hanno sottolineato che, quando san Paolo usa l'espressione "filiazione adottiva", non la intende nel senso proprio della legislazione greco-romana, o almeno non esclusivamente, bensì rispetto all'Antico Testamento, dove Yahweh adotta come figlio il popolo di Israele.
Autori rilevanti in materia nella prima metà del XX secolo sono stati Emile Mersch e Stanislas Dockx. Già nella seconda metà del XX secolo, Fernando Ocáriz ha sottolineato l'importanza della nozione di partecipazione soprannaturale a partire da Tommaso d'Aquino e dal pensiero di Cornelio Fabro.

## La filiazione divina nella vita spirituale
La filiazione divina ha un carattere fondativo della vita cristiana, come hanno sottolineato diversi maestri di spiritualità. Così, per Josemaría Escrivá de Balaguer:
(Es Cristo que pasa, Madrid 1999)
Altri autori hanno sottolineato come l'identità più profonda dell'essere umano consiste nell'essere figlio di Dio, amato non per ciò che fa, ma per ciò che è, con un destino che va oltre la vita terrena.
Secondo il Catechismo della Chiesa cattolica, essere figli adottivi di Dio costituisce un aiuto per seguire l'esempio del Maestro, poiché la vita morale, aiutata dalla grazia, termina nell'eternità.
Per il filosofo Leonardo Polo, il senso della filiazione divina non è una mera conoscenza di una determinata dottrina teologica. Si trova nell'intelligenza, così come nella volontà e nelle facoltà sensibili. Implica agire in modo proprio di chi si percepisce come figlio di Dio nelle diverse circostanze della vita. Di conseguenza, informerà tutte le virtù. Da qui si può parlare del “senso” della filiazione: non come un rivestimento esteriore, ma come un elemento che configura la persona dall'interno.
Papa Benedetto XVI ha sottolineato che si tratta di un invito a trasformare questo dono oggettivo in una realtà soggettiva, decisiva per il nostro pensare, per il nostro agire, per il nostro essere.